# Ana Rosario Contreras
Ana Rosario Contreras és una activista pels drets humans i infermera veneçolana. És la presidenta de l'Associació d'Infermeres de Caracas. Contreras és una ferma defensora dels drets humans i de la importància de la democràcia. Contreras va rebre el Premi Internacional Dona Coratge de 2021 del Secretari d'Estat dels Estats Units.